# كومانداو
كومانداو هي قرية تقع في إقليم كوفاسنا في رومانيا.